# Burg Tournoël

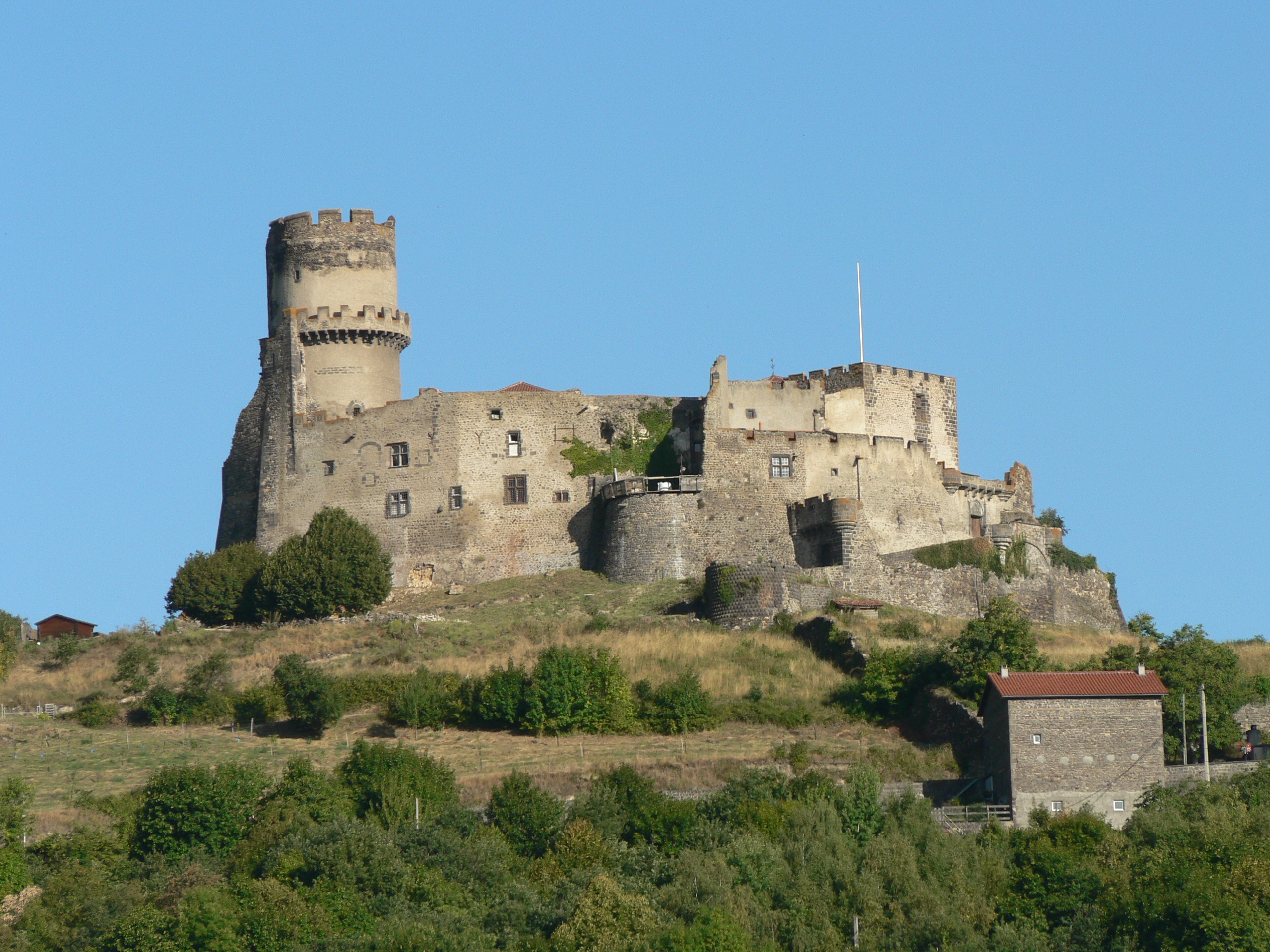
Burgruine Tournoël

Die Burg Tournoël ist die Ruine einer Spornburg in der Nähe von Volvic in der Auvergne auf einem Felssporn auf halber Höhe eines Vulkankegels. Die schon 1889 unter Denkmalschutz gestellte Anlage bietet einen guten Ausblick auf die Limagne.

## Geschichte

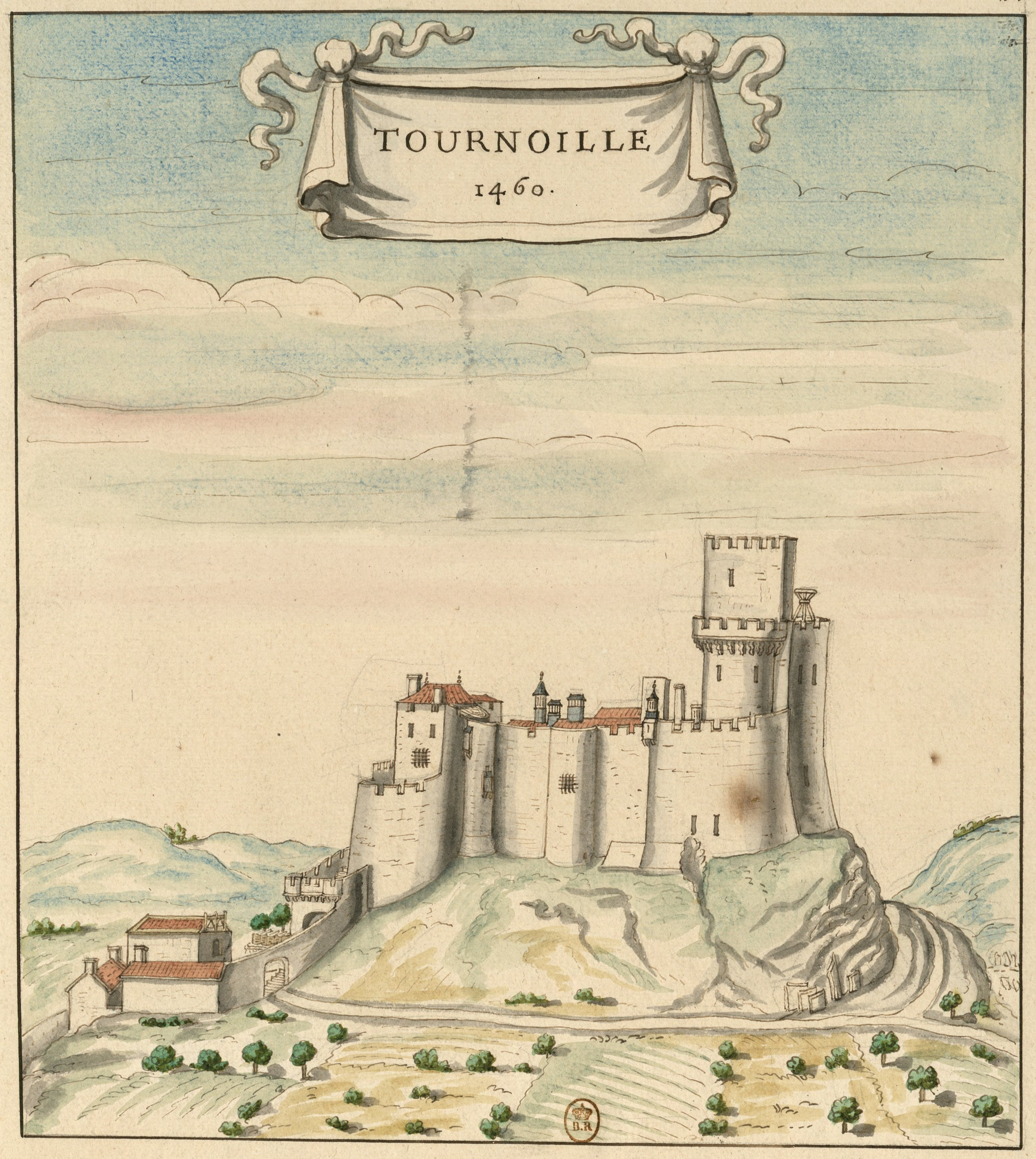
Rekonstruktion um 1460 (Darstellung aus dem 17. Jh.)

Im Zusammenhang mit einem Bertrand de Tournoël wurde der Name Tournoël erstmals im 10. Jahrhundert erwähnt. Die Dokumente geben aber keine Auskunft über die Burg zu jener Zeit; eventuell handelte es sich um einen Wachtturm aus Holz.
Gesicherte Erkenntnisse über die Geschichte der Burg liegen erst ab dem Beginn des 13. Jahrhunderts vor. Um 1200 war sie im Besitz von Guy II. de la Tour, comte d’Auvergne, einem Mitglied der mächtigen auvergnatischen Grafenfamilie La Tour d’Auvergne. Die ständigen Auseinandersetzungen mit seinem Bruder Robert d’Auvergne, dem Bischof von Clermont, veranlassten den französischen König Philipp II. dazu, die Wehranlagen der Region anzugreifen, um sie unter seine Kontrolle zu bringen. 1210 belagerten königliche Truppen erfolgreich die Burg, die zu jener Zeit lediglich aus einem quadratischen Donjon bestand, und nahmen sie ein. Das Gebäude wurde dabei fast vollständig zerstört.
Tournoël blieb in königlichem Besitz, bis es Philipp II. 1306 mit der Familie von Maumont gegen Châlucet im Limousin eintauschte. Den Maumonts folgten als Besitzer die Familien d’Apchon und de la Roche. Im 14. Jahrhundert begann Hugues de la Roche damit, die Burg wieder aufzubauen und gleichzeitig zu erweitern. Mitte des 15. Jahrhunderts erneuerte sein Nachfahr Antoine de la Roche die alte Wehranlage im Stil der Renaissance und gestaltete sie komfortabler. Im Laufe der Zeit wechselte die Burg dann noch mehrmals den Besitzer: Den de la Roche folgten die Familien d’Albon, d’Apchon, de Montvallat und de Naucaze.

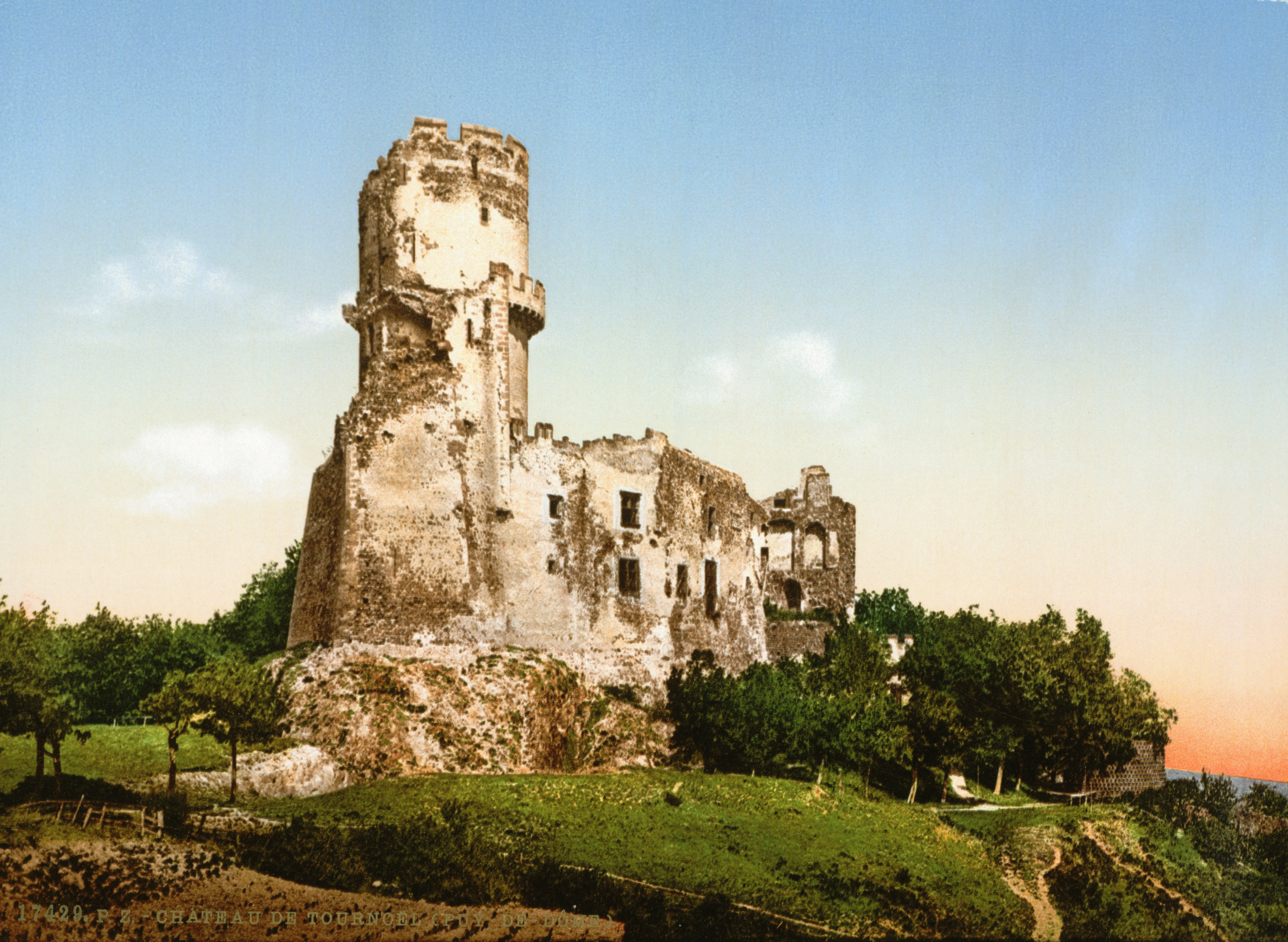
Die Burgruine um 1900

Während der Hugenottenkriege beschädigten Kanonentreffer die Anlage stark. Ihre dabei zerstörte Schildmauer wurde nicht wieder aufgebaut. Im 17. Jahrhundert noch bewohnt, verfiel die Burg im 18. Jahrhundert immer mehr zu einer Ruine und wurde im 19. Jahrhundert als Wohnsitz aufgegeben. Im Anschluss daran als Steinbruch genutzt, kamen viele architektonisch wertvolle Elemente der Burg abhanden, so zum Beispiel die Bodenplatten aus Lavagestein.
Als die Familie Chabrol die Ruine 1920 erwarb, stellte sie eigens einen Wächter ein, um weiteren Diebstahl von Baumaterial zu verhindern, und begann mit Erhaltungsmaßnahmen. Seit dem Jahr 2000 befindet sich die Burg Tournoël im Besitz von Claude und Bernadette Aguttes, die sie als mittelalterliche Attraktion für den Tourismus öffneten und Stück für Stück restaurieren.